# Canídeos
Canidae é uma família de mamíferos da ordem Carnivora que engloba cães, lobos, chacais, coiotes e raposas. É composto por 36 espécies distribuídas por todos os continentes com exceção da Antártica.
Os canídeos têm uma cauda longa e dentes molares adaptados para esmagar ossos. Têm quatro ou cinco dedos nas patas dianteiras, quatro nas patas traseiras, e garras não retrácteis adaptadas para tração em corrida. O tamanho é variável, bem como os hábitos sociais que podem ser gregários, como o lobo e o cachorro-vinagre, ou solitários como os coiotes e raposas. Os sentidos da audição e olfato são mais importantes que a visão. Os canídeos são predadores mas podem também ter alimentação onívora, se as condições ambientais assim o exigirem. Apesar de serem bons corredores, não são velozes como as chitas por exemplo, e caçam as presas por corridas de resistência. Os canídeos são bem semelhantes com as hienas (Crocuta crocuta) visualmente mas não apresentam nenhum parentesco com estas.

## Ecologia

### Hábitos
As espécies de Canidae podem ser tanto diurnas quanto noturnas e algumas podem apresentar os dois tipos de atividade. Vivem em tocas no solo ou em cavidades naturais, como aquelas encontradas sob rochas, podendo ser solitários, viverem em pares ou montarem grupos de diferentes tamanhos e com diferentes níveis de complexidade social e hierarquia. Algumas espécies apresentam comportamento nomádico, realizando grandes incursões em busca de alimentos. Várias espécies, sejam elas gregárias ou não, são territorialistas e realizam demarcação por micção repetida em marcos na periferia e no interior do território.
A estratégia de caça principal dos Canidae envolve perseguição da presa por longas distâncias, geralmente em terreno aberto, até que esta se canse e seja abatida. Quando caçando vertebrados de pequeno e médio porte, os canídeos agarram com a boca a nuca do animal e, com um movimento brusco da cabeça, partem o pescoço da presa. Se o animal apresentar maior tamanho corporal, ele pode ser imobilizado através de mordidas na região ventral, o que muitas vezes provoca rompimento do tecido e morte da presa por choque. Algumas espécies, geralmente aquelas de maior tamanho, formam grupos de caça e, com isso, conseguem abater animais maiores do que eles próprios. O tamanho do grupo, porém, não está estritamente ligado ao tamanho das presas.

### Habitat
Devido à sua ampla distribuição, canídeos podem ser encontrados em uma grande variedade de habitats, que engloba savanas, estepes, colinas, bosques, florestas, desertos, pântanos, regiões de transição  e montanhas de até 5 000 metros. As espécies que habitam ambientes extremos, como desertos, apresentam adaptações que permitem que suportem altas temperaturas e baixa disponibilidade de água.

### Dieta
Como parte da ordem Carnivora, canídeos são, em sua maioria, predadores generalistas, possuindo muitas vezes hábitos oportunistas. Muitas espécies apresentam dieta onívora, consumindo, além das presas que caçam, carniça, matéria vegetal e invertebrados. Espécies Neotropicais (encontradas nas Américas Central e do Sul) incluem em sua dieta artrópodes, como insetos e caranguejos, sapos, ovos, répteis, mamíferos, carniça, raízes, frutas, cana de açúcar e outras gramíneas. Dessa forma, essas espécies possuem diferentes nichos ecológicos e podem se apresentar como consumidores primários, secundários ou terciários em diferentes cadeias tróficas, também apresentando importante papel na dispersão de sementes.

### Predadores
Apesar de muitas serem grandes predadoras, as espécies integrantes de Canidae também podem ser presas de outros animais. Independente do seu tamanho, canídeos podem ser predados por felinos (pumas, onças, leões, leopardos, linces e tigres), cobras constritoras (sucuris, jiboias e pítons), aves de rapina, ursos, mustelídeos (texugos e carcajus), civetas, hienas, crocodilos e outros canídeos de maior tamanho, inclusive o cão-doméstico (Canis lupus familiares). São muitas vezes alvos desses animais quando ainda filhotes, mas também podem ser predados quando adultos.

### Reprodução
Com exceção do cão-do-mato (Speothos venaticus), Canidae apresenta reprodução uma vez ao ano, com um aumento da frequência de marcações odoríferas e de vocalizações de ambos os sexos no período que antecede o cio, bem como aumento dos encontros agressivos entre os machos. O cio dura de quatro a cinco dias e, nesse período, machos e fêmeas copulam uma a duas vezes por dia, sendo que em boa parte das espécies ocorre laço copulatório (pode estar ausente ou ser muito curto no cão selvagem africano (Lycaon pictus). A gestação pode levar de cinquenta a setenta dias.
Em Canidae, é comum observar a formação de um casal monogâmico e de longa duração, estratégia pouco comum entre os mamíferos no geral. Porém, ao se observar a organização social dentro do espectro de canídeos de pequeno à grande porte, percebe-se uma grande variação na proporção dos sexos nas diferentes populações, bem como na dispersão e nos sistemas de acasalamento e criação dos recém-nascidos. Canídeos de pequeno porte (menores do que 6 kg) tendem a apresentar em suas populações maior número de fêmeas, migração de machos, fêmeas ajudantes e poligamia, isto é, os machos possuem mais de uma parceira reprodutiva. Já em canídeos de grande porte (com exceção do lobo guará) o quadro se inverte. As populações possuem maior proporção de machos, emigração de fêmeas, machos ajudantes e poliandria, ou seja, as fêmeas possuem mais de um parceiro reprodutivo. Em espécies de tamanho intermediário, a proporção de machos e fêmeas é igual em relação à acasalamento, grupos sociais, ajudantes e migração e elas tendem a apresentar maior flexibilidade para alterar seu comportamento social e organização em resposta ao ambiente. Essa característica faz parte de um padrão encontrado nessa família em que o tamanho corporal está causalmente relacionado à taxas metabólicas e padrões de história de vida dos organismos.
O tamanho corporal também se relaciona ao tamanho dos filhotes e das ninhadas. Canídeos de grande porte possuem ninhadas maiores compostas de filhotes de menor tamanho (comparados ao tamanho materno) e, portanto, mais dependentes de cuidado parental após o parto e por mais tempo. Essa relação entre tamanho da ninhada e tamanho do corpo materno é algo que não é observado em outros mamíferos.
Diferentes espécies desta ordem apresentam comportamento de criação cooperativa das ninhadas, em que os filhotes recebem cuidados não só dos pais, mas também de outros membros do grupo denominados ajudantes.
Parâmetros ecológicos, especialmente aqueles relacionados ao tamanho e disponibilidade do alimento, podem interferir de forma significativa no tamanho da ninhada, bem como em estratégias de reprodução, o que indica que Canidae possui uma alta flexibilidade para responder à características do ambiente, podendo gerar altas taxas de variação dentro de uma mesma espécie.
Em algumas espécies que formam grupos com hierarquia, como os cães selvagens africanos (Lycaon pictus), apenas o casal dominante (ou alfa) se reproduz, o que pode implicar redução da diversidade genética dos grupos.

## Comportamento Social
A maioria dos integrantes da família Canidae são solitários e geralmente se socializam apenas na época reprodutiva com uma comunicação baseada na audição e no olfato. Nas espécies sociais a comunicação requer sistemas mais complexos, como por exemplo a visão. Cães domésticos, lobos e coiotes são capazes de utilizar combinações faciais simultâneas para comunicarem-se com outros indivíduos, diferentes das raposas que não desenvolveram tal habilidade. O desenvolvimento dos sinais comunicativos entre os membros do grupo está relacionado com a coesão social.

### Sociabilidade
A sociabilidade pode ser expressa pelo modo e quantidade de contato físico, brincadeiras, vocalizações, entre outros envolvimentos comuns presentes na comunicação para os momentos de caça, alimentação, sono e descanso.

### Unidades Sociais
Quanto às unidades sociais, conforme o maior ao menor grau de organização social, geralmente os lobos formam grandes alcateias, os coiotes vivem de forma solitária ou em um grupo familiar pequeno e as raposas são invariavelmente solitárias (exceto durante a época reprodutiva e durante os primeiros meses do recém-nascido).  Essa variação por conta das diferenças ecológicas pode estar relacionada com o desenvolvimento dos sinais comunicativos citados anteriormente.

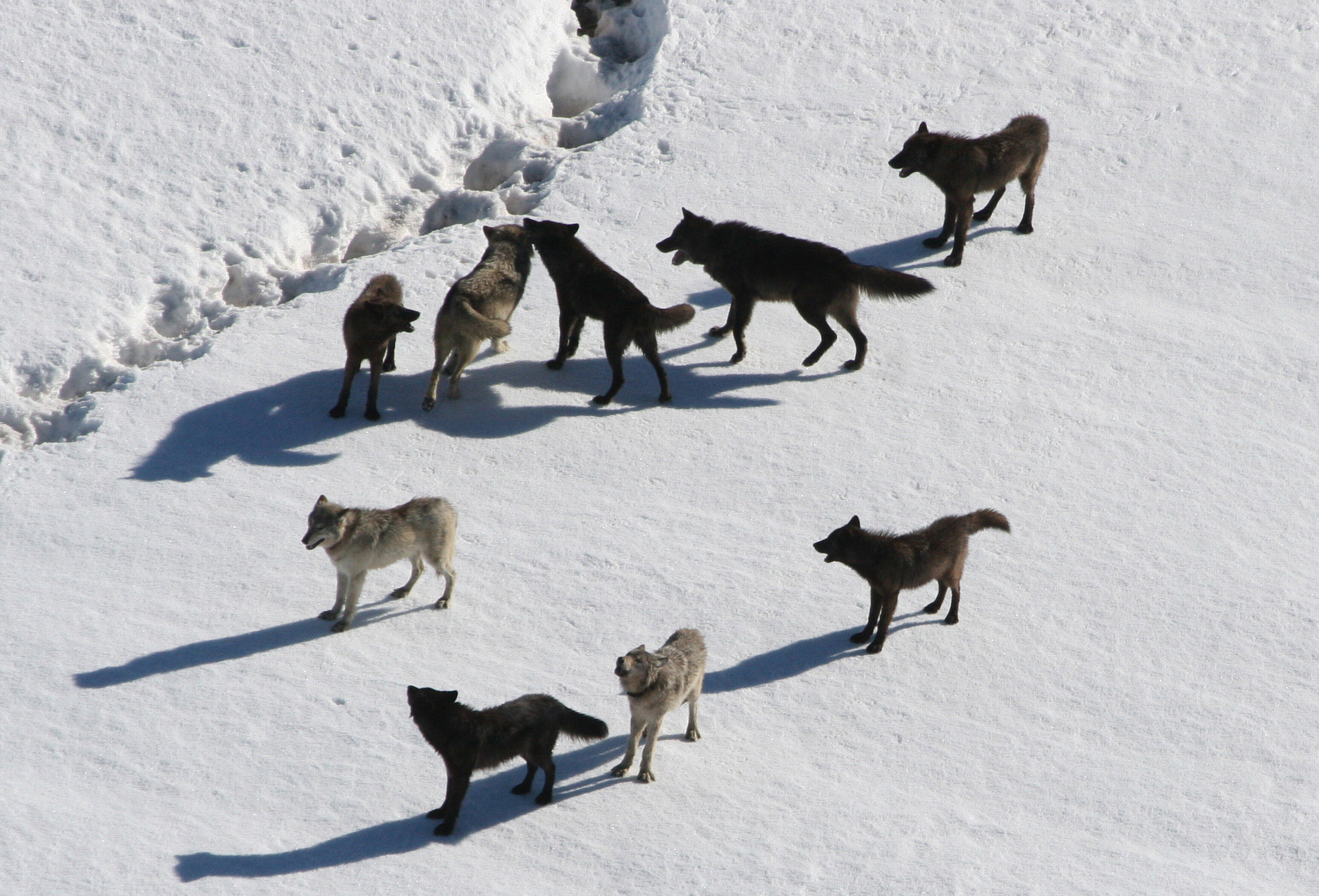
Alcateia de lobos no parque Yellowstone.

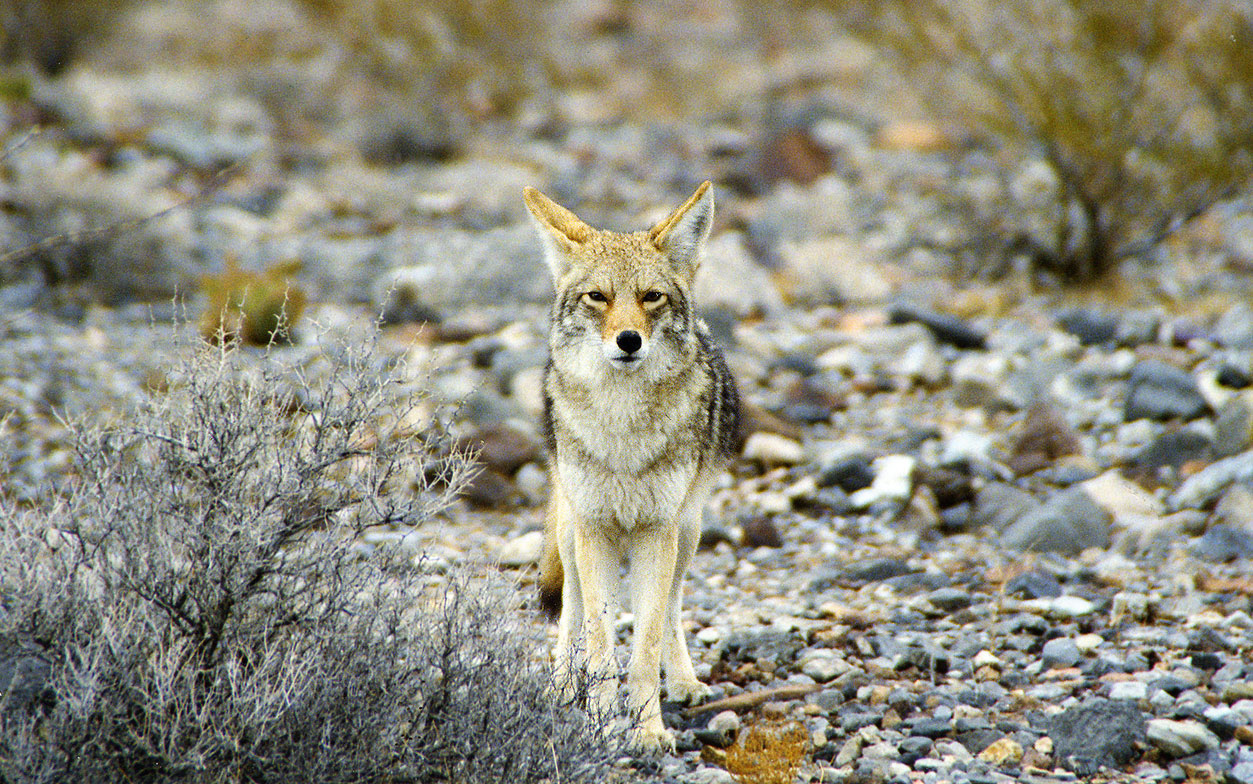
Coiote.

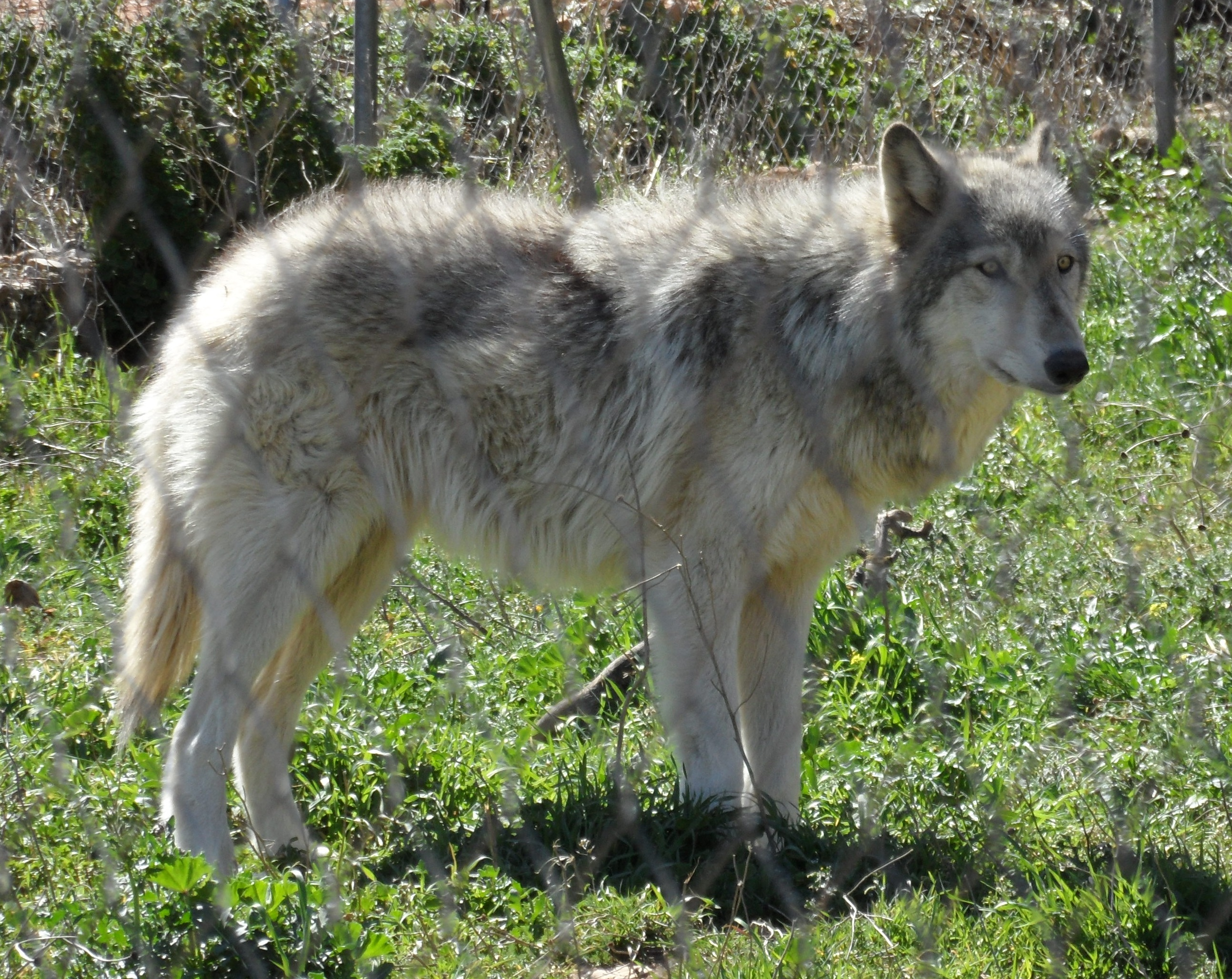
Cão-lobo, híbrido resultante do cruzamento entre cão doméstico e lobo.

Os lobos podem ser considerados os mais envolvidos socialmente, apresentando atos passivos e ativos de submissão e tolerância na dominação. As alcateias são vistas como grupos familiares, ou seja, compostas por um casal de progenitores e suas crias, as quais se dispersam quando atingem a maturidade sexual. Entretanto, pode haver indivíduos não aparentados que se tornaram membros da alcateia por adoção ou por substituição de um dos progenitores. Nessa unidade social e reprodutora persiste um sistema de divisão de tarefas, em que a fêmea reprodutora cuida das crias e o macho reprodutor obtém o alimento.

### Dormir
O comportamento de dormir em contato uns com os outros é encontrado regularmente em algumas espécies como os cães-guaxinins, raposas-orelha-de-morcego, cachorros-do-mato-vinagre, cães-selvagens-africanos, etc. Mas como a maioria das espécies são solitárias, este é um comportamento ocasional pois normalmente agem de forma independente, como encontrado em raposas vermelhas.

### Caça
A forma de caça mais comum é a caça individual, eventualmente em pares, predando presas de pequeno porte. Mas há espécies que caçam de forma coletiva e cooperativa, como por exemplo os lobos, dingos, cachorro-do-mato-vinagre, cão-selvagem-africano, cão-selvagem-asiático e, ocasionalmente, em chacal-listrado.
Uma curiosidade quanto à alimentação e a caça cooperativa de cães-selvagens-africanos é que também assumem um papel importante na manutenção da coesão social da matilha. Tanto os adultos como os jovens incitam repetidamente os outros indivíduos a regurgitar a carne por meio de uma postura de súplica específica derivada da súplica infantil.

### Coloração
Uma característica anatômica que auxilia na comunicação social é o padrão de coloração encontrada no rabo e nas orelhas, que são importantes para realçar os sinais visuais. As raposas vermelhas e os cães domésticos, por exemplo, possuem uma região esbranquiçada no fim da cauda e orelhas com o interior esbranquiçado e as bordas escurecidas, em que as orelhas se encontram erguidas quando ameaçados e abaixadas quando submissos.

### Expressões
Para a expressão do domínio, assim como para os momentos de ataque, o indivíduo adere postura e expressão corporal que conduzem a impressão de um maior tamanho corpóreo: o corpo é mantido rígido, há piloereção da cauda e as orelhas ficam eretas com as aberturas apontadas para frente. Esse comportamento é encontrado na maioria dos canídeos.
A forma de expressão de ameaça e raiva é semelhante ao de domínio: olhos arredondados com um olhar direto ou com direções alternadas, ocasionalmente rosnados e franzidos, que podem ser combinados com elementos de submissão, movimento para cima e para baixo da cabeça e do rabo, piloereção do rabo, do ombro e da região posterior (ocorre em todos os canídeos, exceto na raposa-do-Ártico que possui uma redução desses efeitos devida à sua densa pelagem) e abertura da boca para exibir dentes. A combinação e a intensidade dessas expressões podem variar conforme os indivíduos e as situações.
Não obstante, as expressões da “intenção de brincar de morder” e a expressão de briga também se assemelham muito, pois em ambos os casos os animais permanecem com a boca aberta e produzem sons. A expressão do sorriso e do riso derivam da expressão do “brincar de morder”.

## Cognição
Ao se tratar de cognição de Canidae, há um evidente destaque das pesquisas voltadas principalmente para os cães (Canis lupus familiares). Assim, a quantidade de pesquisas especificamente sobre a cognição dos outros canídeos é comparativamente escassa, com exceção dos lobos (Canis lupus) que possuem um número considerável, provavelmente por estarem vinculados aos cães por questões evolutivas e filogenéticas.
No geral, as pesquisas demonstram que os cães possuem um grau cognitivo bem elevado, o qual pode estar relacionado ou não com a domesticação destes canídeos. Há pesquisas que indicam que os outros canídeos também possuem uma habilidade cognitiva considerável. Alguns estudos até mostraram que os lobos obtiveram um melhor desempenho em determinados experimentos quando comparados aos cães, mas isso não tem relação com uma habilidade cognitiva inferior, e sim, provavelmente, relacionada à dependência dos cães perante os donos, e não com uma habilidade cognitiva inferior.

## Adaptações Anatômicas
Os cães são animais cursoriais e possuem postura digitígrada (apenas os dígitos atuam na sustentação do peso). Apresentam estruturas que aumentam a eficácia da corrida, aprimorando tanto a velocidade quanto a resistência do animal. Possuem um ligamento na região da articulação pélvica chamado sacrotuberal, o qual a sua alta resistência à tração frequente reduz a probabilidade de fratura quando comparado ao osso em casos de flexões laterais.

### Velocidade

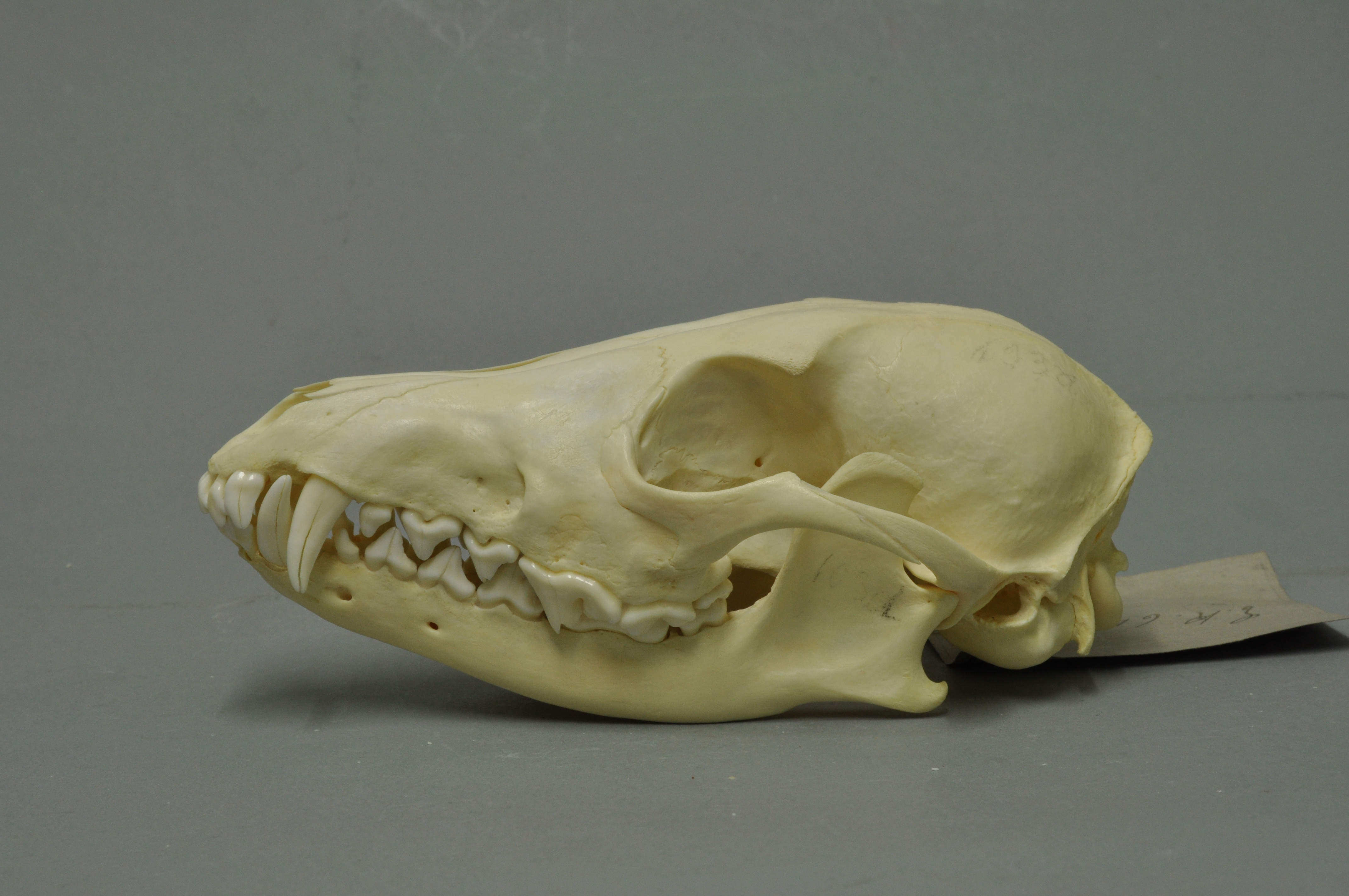
Notar dentição diferenciada, com dentes especializados em diferentes funções.

Os canídeos são relativamente velozes: os cães da raça "whippet" (raça canina utilizada para corridas) atingem uma velocidade média de 55 km/h, os coiotes cerca de 69 km/h e as raposas vermelhas 72 km/h. Em comparação com os animais não cursoriais, apresentam uma postura mais ereta dos membros pois há um aumento no comprimento dos esqueletos dos membros, o que permite uma maior eficácia na corrida. Além disso, a andadura ou padrão de passos observada em cães é o galope moderado (galope com menor velocidade, também chamada de meio galope) que apresenta uma progressão assimétrica, ou seja, os dois membros de um mesmo par (peitoral ou pélvico) são desigualmente espaçadas no tempo. Esse tipo de andadura permite uma fase de suspensão na qual todos os membros estão no ar, aumentando o comprimento da passada e consequentemente a velocidade.

### Dentição e Musculatura Associada
Os cães, assim como a maioria dos mamíferos, possuem dentes difiodontes, ou seja, há apenas dois conjuntos de dentes durante a vida, sendo que a dentição decídua ou "dentes de leite" do filhote são perdidos e substituídos pela dentição permanente.
A dentição dos canídeos é moderadamente especializada. O tipo de dente mais característico são os dentes caninos que são grandes e cônicos em forma de espinho e são bem desenvolvidos, utilizados tanto na captura da presa e quanto na luta. Os dentes molares também são bem desenvolvidos e possuem cúspides tuberculares que permitem o perfuramento e o esmagamento do alimento. Os dentes carniceiros especializados dos carnívoros derivam do último pré-molar (superior) e do primeiro molar (inferior), com superfícies afiadas para a obtenção dos pedaços de carne  que, uma vez obtidos, são prontamente engolidos sem muita mastigação.
Uma adaptação para impedir o deslocamento da mandíbula durante a predação é o desenvolvimento de músculos temporais grandes.

### Sistema digestivo
Quanto à adaptação relacionado aos hábitos alimentares, o esôfago da maioria desses animais é notoriamente distensível, pois a estocagem temporária do alimento é essencial, já que é comum consumirem uma grande quantidade de alimento em um curto período de tempo para evitar a atração de outros predadores pela sua presa.

## Filogenia
A família Canidae é um grupo muito conspícuo das comunidades de vertebrados continentais de todos os continentes no presente e inclui formas sociais hipercarnívoras (Lycaon e Canis lúpus), espécies onívoras (Cerdocyon thirty) e insetívoras (Otocyon megalotis). Os canídeos vivos compreendem 13 gêneros e cerca de 36 espécies. Além disso, os canídeos existentes no planeta estão agrupados em três diferentes clados, os lobos-verdadeiros, raposas e os canídeos sul americanos, além disso todos estão incluídos na subfamília Caninae.

### Origem e evolução
A família Canidae é a mais antiga da ordem Carnivora, sua história teve início na América do Norte, há cerca de 46 milhões de anos (Ma) no final do Eoceno, sendo originada a partir de um grupo arcaico de carnívoros, a família Miacidae. Foi no continente norte americano que ocorreu o primeiro processo de diversificação dos canídeos, indicado pelo registro fóssil, onde através dos sucessivos eventos de dispersão acabaram originando três subfamílias ao final do Oligoceno, são elas: Hesperocyoninae, Borophaginae e Caninae. 
As subfamílias Hesperocyoninae e Borophaginae são endêmicas da América do Norte e foram extintas na metade do Mioceno e início do Pleistoceno . Após o processo de extinção destas duas subfamílias e 30 milhões de anos (Ma) isolada, a família Canidae se dispersou pelo mundo através da subfamília Caninae onde membros do gênero Eucyon alcançaram o continente asiático através da ponte de terra Beringian por volta de de 6 milhões de anos (Ma) e continuaram a colonizar a Europa. Na América do Sul, os registros de canídeos foram encontrados em sedimentos do Plioceno tardio a 3 milhões de anos (Ma), além disso, a maior diversidade de canídeos existentes é encontrada no continente sul-americano, com seis gêneros e 11 espécies reconhecidas. Tal processo, só foi possível devido a dois eventos geológicos muito importantes: o surgimento do Estreito de Bering e do Istmo do Panamá, ambos por volta de 11 milhões de anos (Ma).

### Relações filogenéticas

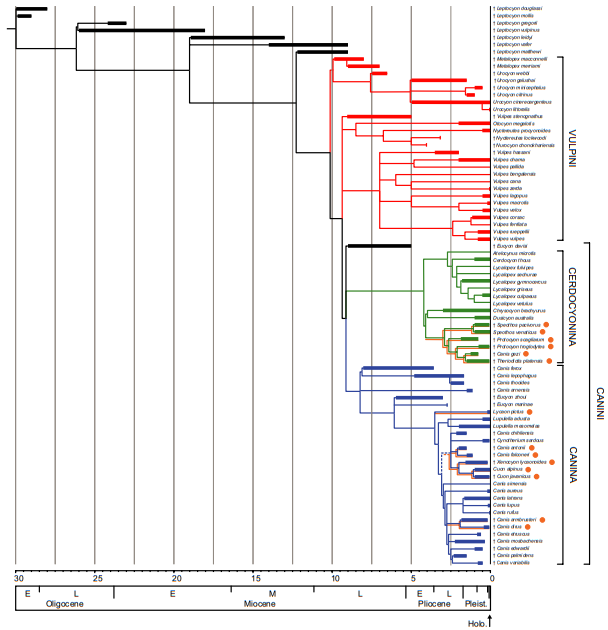
Filogenia de canídeos

As análises de descendência da família Canidae não é algo novo, e se concentram em abordagens filogenéticas clássicas, baseadas em similaridades morfológicas entres espécies e análises moleculares.
As diferentes abordagens acabam ocasionando contradições entre a posição das espécies na topologia das árvores construídas, entre elas: número de espécies de canídeos atuais devido as confusões quanto ao uso de marcadores moleculares ou técnicas de construção filogenética; espécies com poucos dados moleculares disponíveis em bases de dados devido ao baixo tamanho populacional e dificuldade no sequenciamento de determinados marcadores. Trabalhos como o de consideram 23 espécies na construção de sua árvore, enquanto definem 27, já consideram 36 espécies, para e consideram 35 espécies. Por fim, e consideram 34 espécies.
A problemática quanto ao real número de canídeos, escassez de dados para algumas espécies e diferentes técnicas para estabelecer suas relações de parentesco, se deve aos baixos valores dos nós, sendo que estes trazem certa confiabilidade a estrutura da filogenia criada. Tal fator faz com que não se tenha clareza quanto as relações entre e dentro dos grandes clados de Canidae.
As análises filogenéticas primárias foram acompanhadas por análises experimentais baseadas em várias combinações de partições de dados e amostras de táxons. Leptocyon foi recuperado como uma linhagem de haste parafilética dos Caninos; a monofilia / parafilia dos canídeos semelhantes a raposas (Vulpini) permanece incerta; Urocyon e Metalopex formam um clado, possivelmente irmão de todos os canídeos não-Leptocyon; Otocyon, Nyctereutes e Nurocyon formam um clado; canídeos caninos (Canini) são monofiléticos (com Cerdocyonina da América do Sul e Canina Afro-Holártica); todos os hipercarnívoros sul-americanos (Canis gezi, Protocyon, Speothos, Theriodictis) formam um clado, próximo a Chrysocyon e Dusicyon; Canis arnensis, C. ferox, C. thooides, C. lepophagus e Eucyon spp. são basais ao Canina; Lycaon é um hipercarnívoro africano isolado; Cuon e seus parentes (Xenocyon, possivelmente também Canis antonii, C. falconeri e Cynotherium) formam um clado próximo a Canis s. str .; C. edwardii – C. etruscus-C. mosbachensis – C. palmidens – C. variabilis e Canis armbrusteri – C hipercarnívoro. os clados dirus pertencem aos Canis s. str. Como os caracteres morfológicos altamente homoplásticos conectados à biologia alimentar são os caracteres proeminentes disponíveis para as espécies fósseis principais, concluímos que as análises macroevolutivas e paleoecológicas dos Caninos extintos e existentes foram até certo ponto comprometidas pelas filogenias utilizadas.

### Canídeos sul-americanos

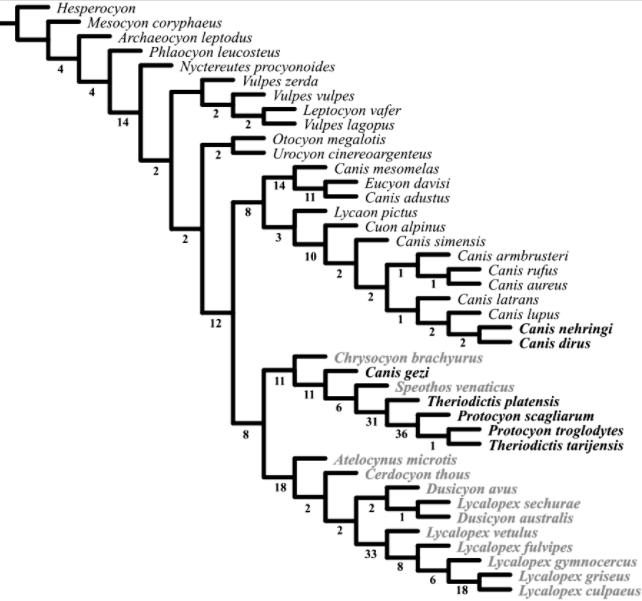
Filogenia de canídeos sul americanos

Os primeiros representantes da família Canidae entraram na América do Sul no final do Plioceno e início do Pleistoceno, vindos da América do Norte através do Istmo do Panamá (formado há aproximadamente 3 milhões de anos [Ma]), e então irradiaram para alcançar sua diversidade atual . Atualmente, existem dez espécies de canídeos endêmicas da América do Sul, representando a maior diversidade desta família em qualquer continente. Essa diversidade tem sido atribuída às suas estratégias de alimentação generalistas e oportunistas que utilizam presas de vertebrados, bem como frutas e invertebrados, e sua adaptação a uma ampla variedade de habitats.
Das dez espécies vivas de canídeos da América do Sul, oito são frequentemente chamadas de raposas e reconhecidas como uma assembléia monofilética que compreende os gêneros Cerdocyon, Lycalopex e Atelocynus.
Canídeos da América do Sul são endêmicos e formam um clado monofilético apoiado por dados moleculares e morfológicos, com exceção de Urocyon cinereoargenteus , que é uma forma típica da América do Norte.

### Caráter especial para a evolução em canídeos sul-americanos
Algumas sinapomorfias fizeram com que os canídeos sul americanos se dispersassem com mais facilidade, por exemplo, alongamento do m1, alongamento do trigonídeo do m1 e fortalecimento do ramo da mandíbula foram interpretadas como características associadas a uma dieta hipercarnívora.
Speothos venaticus diferiu em sua trajetória ontogenética, sendo a diferença mais forte entre os adultos desta espécie e os canídeos remanescentes. A configuração do crânio é compatível com a dieta hipercarnívora. No caso de Chrysocyon brachyurus, o tamanho desempenha um papel importante na estrutura do crânio, dando origem a notáveis diferenças morfológicas de outras espécies, embora em estágios terminais de sua ontogenia. Excluindo ambas as espécies, os canídeos sul-americanos remanescentes exibiram forma e dieta semelhantes (eles são em sua maioria onívoros). É possível que tal semelhança craniana esteja relacionada a uma história evolutiva compartilhada com um curto tempo de divergência.

## Classificação

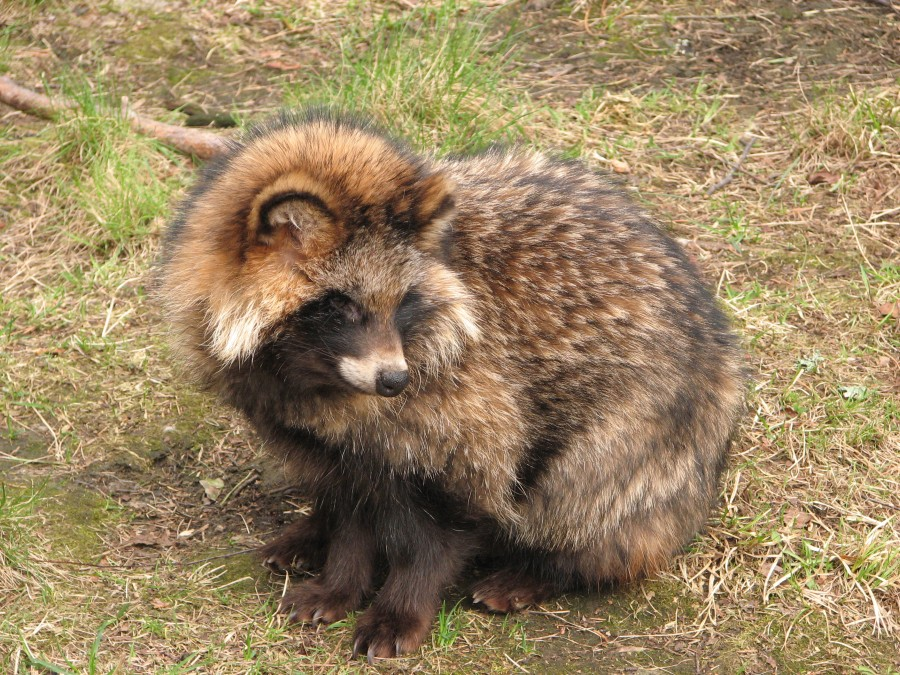
Cão guaxinim (Nyctereutes procyonoides).

Família Canidae G. Fischer, 1817

### Subfamília †Hesperocyoninae
- Gênero †Hesperocyon

### Subfamília †Borophaginae

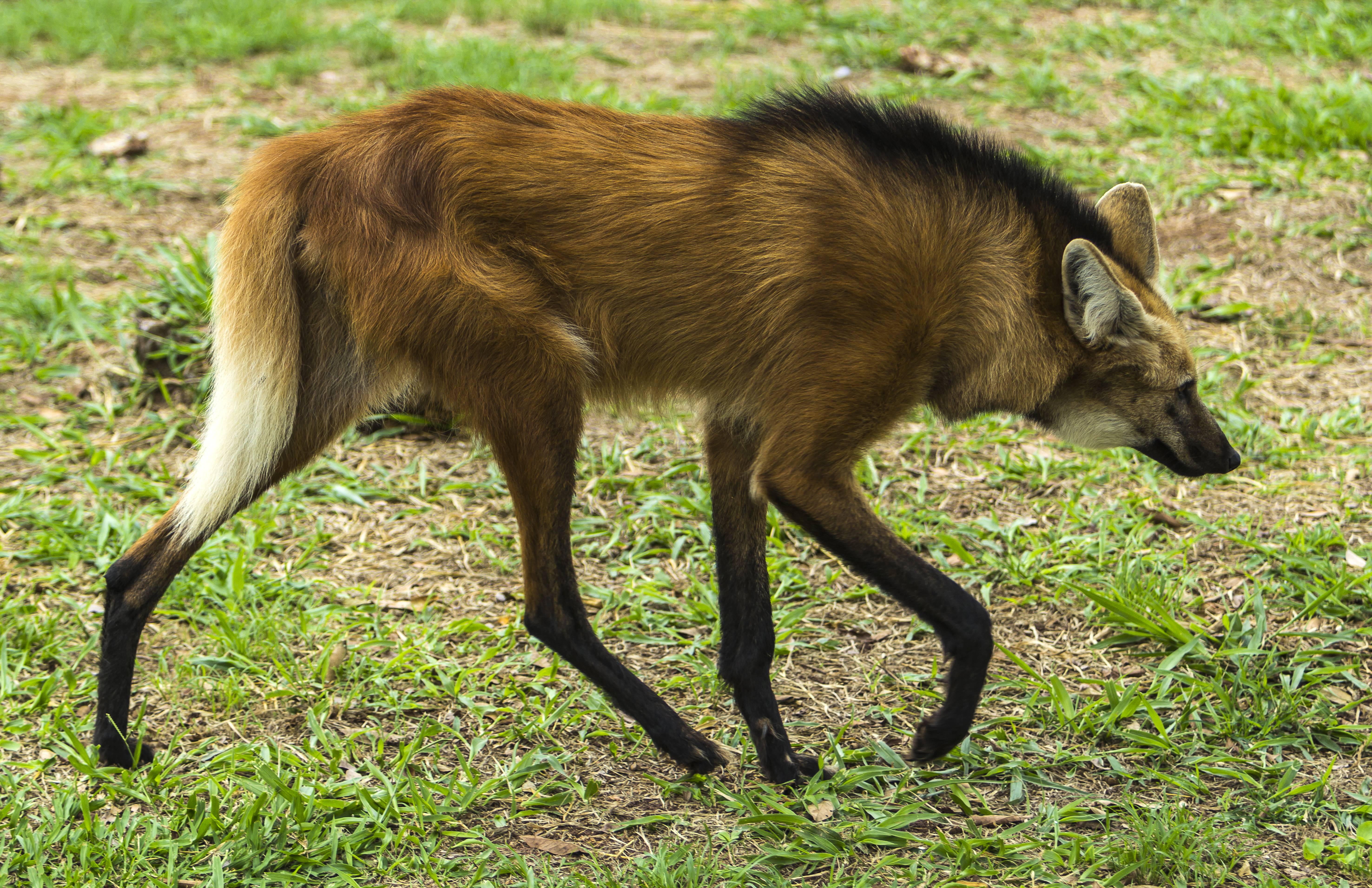
Lobo guará (Chrysocyon brachyurus).

- Gênero †Borophagus
- Gênero ChrysocyonLobo guará (Chrysocyon brachyurus).Gênero †Epicyon

### Subfamília Caninae
- Gênero †Eucyon Tedford e Qiu, 1996
- Gênero †Leptocyon Matthew, 1918

#### Tribo Vulpini
- Gênero Nyctereutes Temminck, 1839 [39]
  - Nyctereutes procyonoides - Cão-guaxinim ou Cão-mapache ou Tanuki

Fox-like
- Gênero Otocyon Müller, 1835

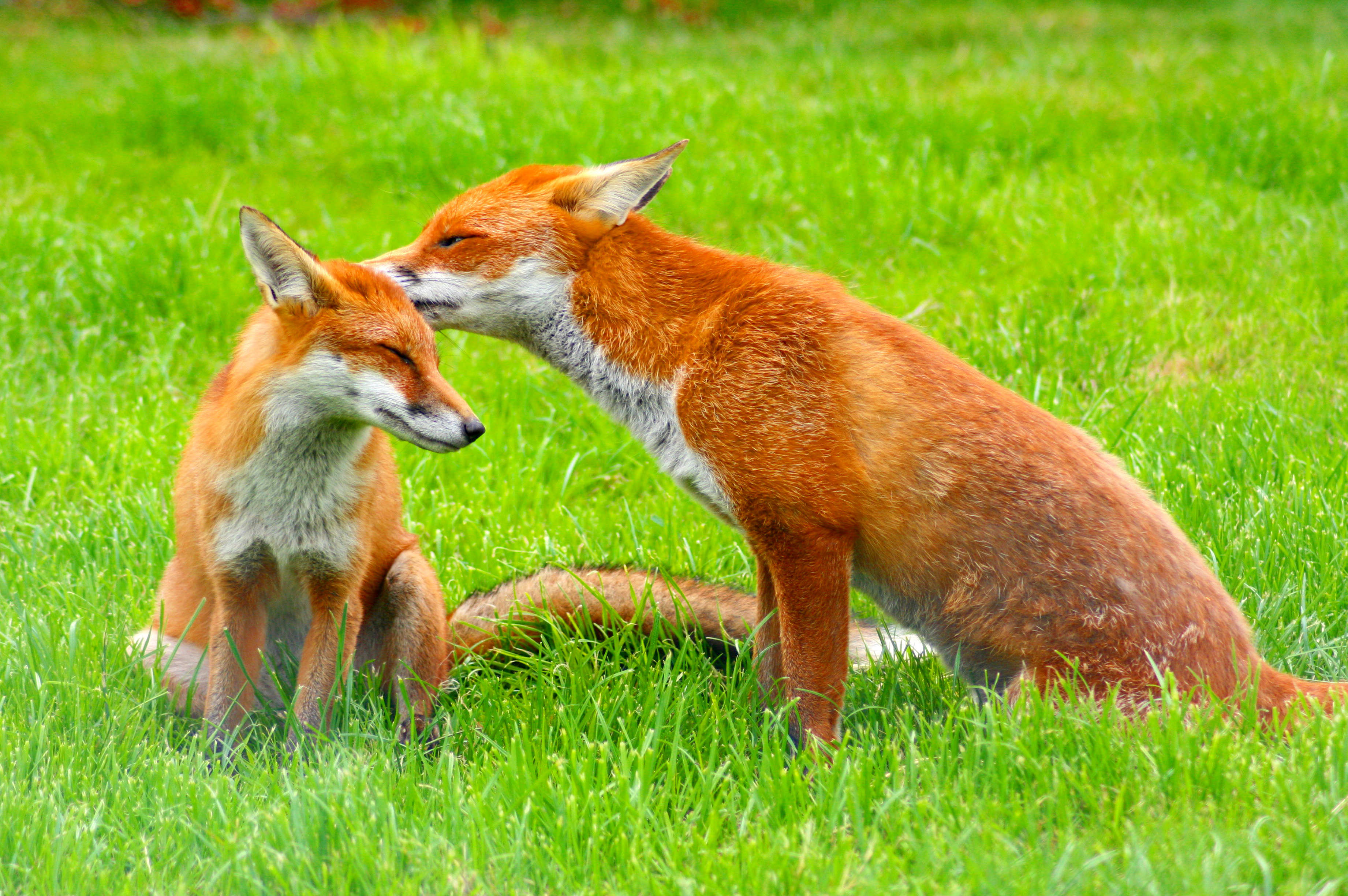
Raposas-vermelhas(Vulpes vulpes), as representantes mais famosas de "Fox-like".

  - Otocyon megalotis - Otócion ou Raposa-orelhas-de-morcego
- Gênero Vulpes Frisch, 1775
  - Vulpes zerda - Feneco ou Raposa-do-deserto
  - Vulpes cana - Raposa afegã
  - Vulpes chama - Raposa-do-cabo
  - Vulpes vulpes - Raposa vermelha
  - Vulpes rueppellii - Raposa-de-Rüppell
  - Vulpes pallida - Ráposa-pálida
  - Vulpes corsac - Raposa-das-estepes
  - Vulpes velox - Raposa-veloz
  - Vulpes bengalensis - Raposa-de-bengala
  - Vulpes ferrilata - Raposa-do-himalaia
  - Vulpes macrotis - Raposa anã
  - Vulpes lagopus - Raposa-do-ártico
- Gênero Urocyon Baird, 1857
  - Urocyon cinereoargenteus - Raposa-cinzenta
  - Urocyon littoralis - Raposa-das-ilhas

#### Tribo Canini
Wolf-like
- Gênero †Aenocyon
  - †Aenocyon dirus - Lobo-terrível
- Gênero Canis Linnaeus, 1758
  - Canis lupus - Lobo-cinzento

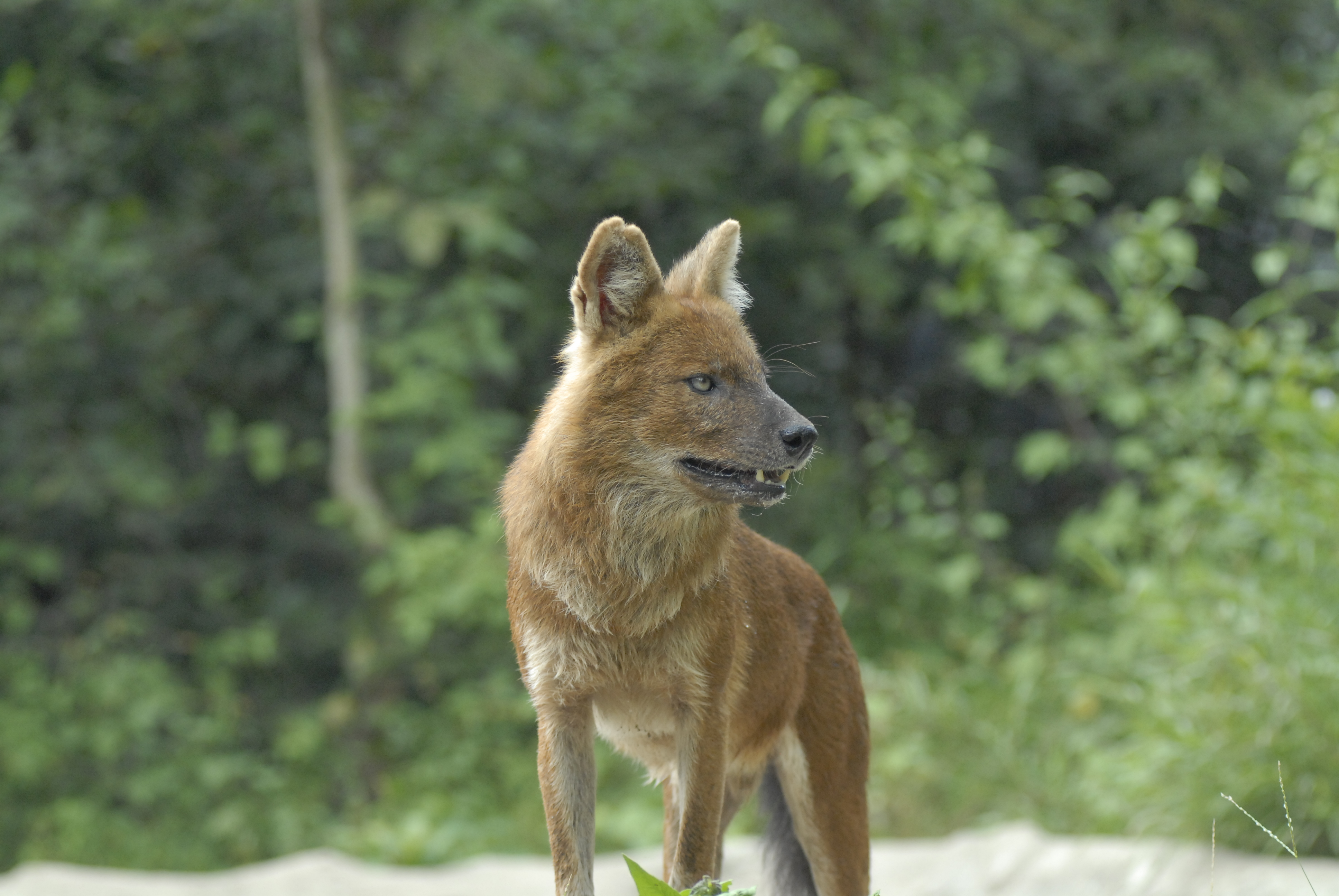
Dhole, um exemplo de "Wolf like".

    - Canis lupus italicus - Lobo-italiano
    - Canis lupus signatus - Lobo-ibérico
    - Canis lupus lupus - Lobo-eurasiático
    - Canis lupus cubanensis - lobo do mar cáspio
    - Canis lupus arabs - Lobo-árabe
    - Canis lupus campestris - Lobo-da-estepe
    - Canis lupus familiaris - Cão doméstico
    - Canis lupus pallipes - Lobo-Indiano ou lobo-iraniano
    - †Canis lupus hodophilax - Lobo-de-Honshu
    - †Canis lupus hattai - Lobo-de-Hokkaido
    - Canis lupus arctos - Lobo-do-ártico ou Lobo-branco
    - †Canis lupus alces - Lobo-da-península-de-kenai
    - Canis lupus irremotus - Lobo-do-norte-das-montanhas-rochosas
    - Canis lupus occidentalis - Lobo-do-vale-do-mackenzie ou Lobo-ocidental e o Lobo da Beríngia
    - Canis lupus columbianus - Lobo da Colúmbia Britânica
    - Canis lupus nubilus - Lobos da grandes planícies
    - Canis (lupus) lycaon - Lobo-oriental
    - Canis (lupus) rufus - Lobo-vermelho
    - Canis (lupus) lupaster - Lobo-dourado-africano
    - Canis lupus baileyi - Lobo mexicano
    - Canis lupus hallstromi - Cão cantor da Nova Guiné
    - Canis lupus dingo - Dingo

  - Canis latrans - Coiote ou chacal americano [40]
  - Canis simensis - Lobo-etíope
  - Canis aureus - Chacal-dourado ou Lobo-da-cana
- Gênero †Cynotherium Studiati, 1857
- Gênero Cuon Hodgson, 1838
  - Cuon alpinus - Cão-selvagem-asiático ou Dhole
- Gênero Lupulella [7][41][42]
  - Lupulella mesomelas - Chacal-de-dorso-negro
  - Lupulella adustus - Chacal-listrado
- Gênero Lycaon Brookes, 1827
  - Lycaon pictus - Mabeco ou Cão-selvagem-africano

América do Sul
- Gênero Atelocynus Cabrera, 1940
  - Atelocynus microtis - Cachorro-do-mato-de-orelhas-curtas
- Gênero Cerdocyon Hamilton-Smith, 1839
  - Cerdocyon thous - Cachorro-do-mato
- Gênero †Dusicyon Hamilton-Smith, 1839
  - †Dusicyon australis - Raposa-das-Falklands ou Lobo-das-Malvinas ou Warrah
- Gênero Lycalopex Burmeister, 1856
  - Lycalopex culpaeus - Raposa-colorada ou Graxaim-colorado
  - Lycalopex fulvipes - Raposa-de-Darwin ou Graxaim-de-Darwin
  - Lycalopex griseus - Raposa-cinzenta-argentina ou Graxaim-cinzento
  - Lycalopex gymnocercus - Graxaim-do-campo ou sorro
  - Lycalopex sechurae - Raposa-do-deserto-peruana ou Graxaim-do-deserto-peruano
  - Lycalopex vetulus - Raposa-do-campo ou Graxaim-de-dentes-pequenos
- Gênero Chrysocyon Hamilton-Smith, 1839
  - Chrysocyon brachyurus - Lobo-guará
- Gênero Speothos Lund, 1839
  - Speothos venaticus - Cachorro-vinagre
- Gênero †Protocyon[43]
  - †Protocyon troglodytes

## Diversidade e conservação
Os canídeos constituem uma grande família dentro da ordem Carnivora, são divididos em três subfamílias (Hesperocyoninae, Borophaginae e Caninae), sendo a última geralmente subdividida em duas tribos: Vulpini e Canini. Apresentam grande diversidade de animais, sendo os mais conhecidos o cachorro-do-mato, o lobo, o coiote, o chacal, a raposa, o símbolo do cerrado brasileiro lobo-guará que está em sério risco de extinção e os cães domésticos, mais próximos do homem e classificados em diversas raças.
A subfamília Caninae é a mais diversa atualmente, contando com 19 gêneros viventes e 12 gêneros extintos , seguida pela subfamília Borophaginae que apesar de apresentarem apenas 2 gêneros atuais apresentam um rico registro pré-histórico com cerca de 24 gêneros extintos, e, por fim, a subfamília Hesperocyoninae apresenta apenas 1 gênero atual e por volta de 11 extintos.

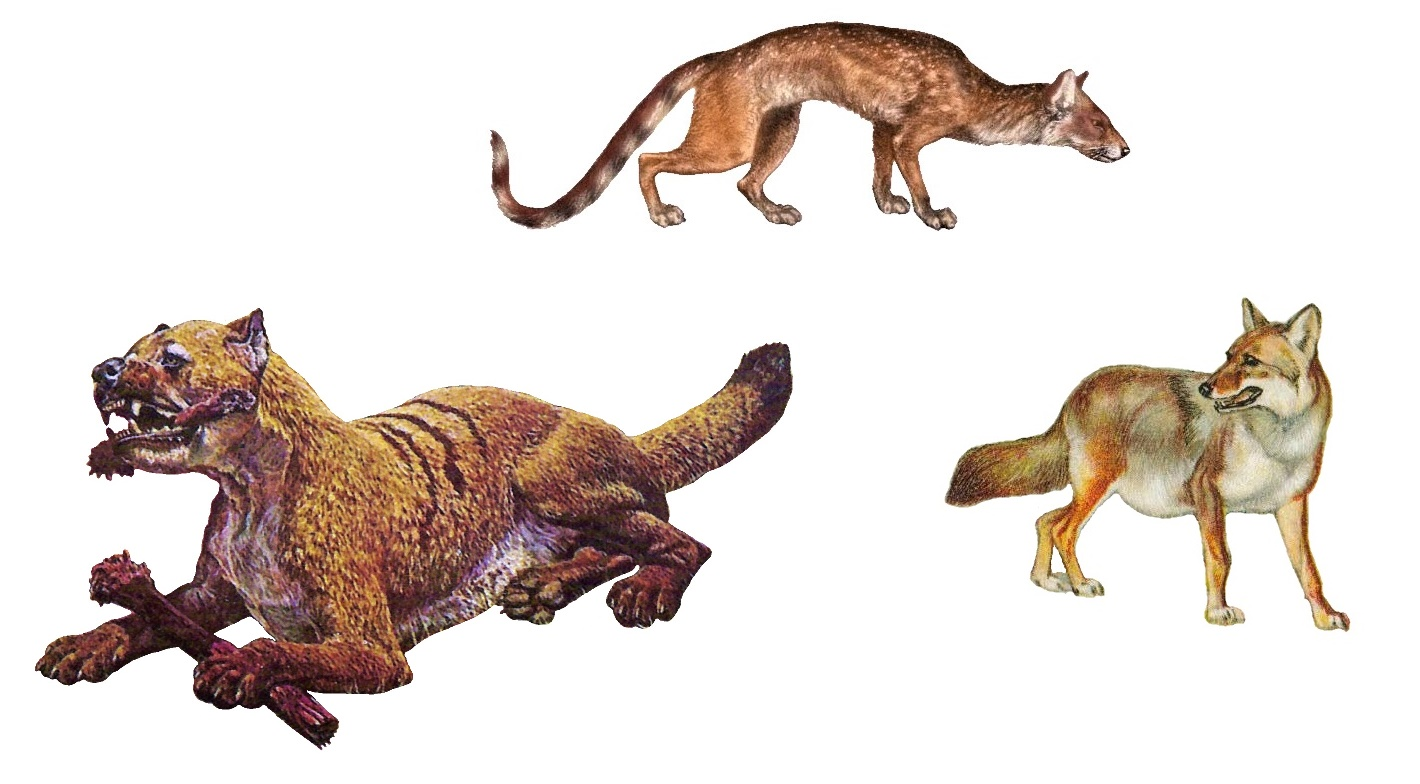
Ilustração das subfamílias de Canidae. Hesperocyoninae no topo, Borophaginae a esquerda e Caninae a direita.

### Subfamília Heresperocyoninae
A subfamilia Hesperocyoninae é frequentemente descrita como a sub-família de canídeos basais, por não possuir os caracteres derivados (referentes ao crânio, mandíbula e dentição)  observados em outras  subfamílias, que deram origem aos outros grupos de canídeos, como os Borophaginae e os Caninae. Possui 3 tribos descritas Mesocyon, Enhydrocyon e Hesperocyon, sendo a última a única que apresenta representantes vivos na atualidade. Essa subfamília era endêmica na América do Norte, comuns no final do Eoceno até o início do Mioceno, com duração de aproximadamente 20 milhões de anos.

### Subfamília Borophaginae
Grupo-irmão de Caninae acredita-se que esta subfamilia tenha se derivado dos Hesperocyoninae, se tornando maiores e mais fortes que seus ancestrais. Os Borofaginas foram os predadores dominantes durante  o médio Oligoceno até o começo do Plioceno, são comumente conhecidos por suas especializadas características predatórias, como sua  robustez e dentições esmagadoras de ossos, muito diferentes das características flexíveis encontradas na sub-família Caninae. Apresentavam 7 tribos: Comocyon, Tomarctus, Cynarctus, Aelurodon, Epicyon, Osteoborus e Borophagus.

### Subfamília Caninae
Essa subfamília inclui praticamente todos os canídeos vivos e seus parentes fósseis mais recentes. Seus fósseis foram encontrados no Baixo Oligoceno da América do Norte, e eles só se espalhara para a Ásia após o final do Mioceno, cerca de 7 milhões a 8 milhões de anos atrás.
Além das duas tribos atuais Vulpini e Canini, contava com mais três tribos extintas: Leptocyon, Lycaon e Nyctereutes. Mostra ser o grupo com características mais derivadas dentre as três subfamílias, com mandíbulas, crânios e ossos mais esguios e morfologia mais flexível, conferindo maior rapidez, enquanto seu grupo irmão era caracterizado por robustez e força.
A tribo Vulpini apresenta 4 gêneros atuais: Vulpes descrita em 1775 por Frisch, trata-se do gênero que engloba as raposas vermelhas. Alopex descrita em 1829 por Kaup, inclui as raposas do ártico. Urocyon descrito em 1857 por Baird, inclui as raposas-cinzentas e raposas das ilhas. Otocyon descrita em 1835 por Müller, grupo a qual pertence as raposas-orelha-de-morcego.
A tribo Canini apresenta 9 gêneros atuais: Canis descrita em 1758 por Linnaeus, trata-se de um dos maiores grupos da atualidade, englobando lobos, coiotes, chacais e o cão doméstico. Cuon descrito em 1838 por Hodgson, grupo do cão-selvagem-asiático, também conhecido como cão-vermelho. Atelocynus descrito em 1940 por Cabrera, possui como representante o cão-do-mato-de-orelha-curta. Cerdocyon descrito em 1839 por Hamilton-Smith, grupo a qual pertence o guaraxaim ou cão-do-mato. Duscicyon descrito em 1839 por Hamilton-Smith, gênero do lobo-das-malvinas, apesar de ser descrito como um gênero atual, registra-se que o último lobo das Malvinas tenha morrido em 1879 devido ao envenenamento por colonos escoceses para implantar o pastoreio de ovelhas. Pseudalopex descrito em 1856 por Burmeister, também é conhecido por Lycalopex e constitui o gênero das raposas sul-americanas. Chrysocyon descrito em 1939 por Hamilton-Smith, é o gênero do qual faz parte o lobo-guará, espécie considerada em extinção pela IUCN, trata-se de um animal endêmico da América do Sul e habita as pradarias e matagais do centro desse continente. Sua distribuição geográfica vai da foz do rio Parnaíba, no Nordeste do Brasil, passando pelas terras baixas da Bolívia, o leste dos Pampas del Heath, no Peru e o chaco paraguaio, até o Rio Grande do Sul. Speothos descrito em 1839 por Lund, grupo ao qual pertence o cachorro-vinagre. Nyctereutes descrito em 1839 por Temminck, família dos até então considerados como fósseis vivos, cães guaxinins.

## Coevolução com a espécie humana
A associação entre canídeos e humanos teria começado da adoção do hábito migratório caçador de lobos por grupos humanos. Isso se sustenta, por ser encontrado indício do desenvolvimento do hábito caçador migratório em grupos humanos em lugares que coincidem em ambientes habitados por matilhas de lobos.
Outro fator, além da coincidência geográfica, que também suporta tal teoria, está relacionada às dinâmicas de comportamento grupais de matilhas e de grupos de grandes primatas atuais.
Grupos de lobos demonstram comportamento, geralmente, mais cooperativo e comunitário que o observado em grupos de chimpanzés. Esses por sua vez, têm características comportamentais mais individualistas. A capacidade de caça cooperativa de grandes alvos não teria sido desenvolvida pelos grupos humanos caso esses apresentassem dinâmica semelhante aos grupos de primatas. Logo, pela observação do comportamento dos canídeos, teriam alterado hábitos e desenvolvido técnicas de caça próprias.
Dessa forma, lobos e humanos teriam passado por processo de coevolução, alterando seus hábitos e técnicas mutuamente, e não um processo de domesticação do lobo pelo homem, como também é inferido.

## Distribuição geográfica
Canídeos estão entre os carnívoros com maior distribuição global, podendo ser encontrados em todos os continentes com exceção da Antártica. É a única família da ordem Carnívora presente na Austrália (Canis familiaris dingo, Canis lupus dingo ou Canis dingo, o Dingo), possivelmente tendo sido introduzida na ilha pelos primeiros humanos que nela chegaram. Das 35 espécies existentes (Dingo e Lobo Norte-Americano Oriental considerados como subespécies), onze podem ser encontradas na América do Sul e, destas, nove são endêmicas deste continente. A África possui um total de treze espécies, das quais oito são endêmicas, e a Ásia possui doze espécies, sendo três endêmicas. Algumas espécies, como o chacal dourado (Canis aureus) e a raposa do ártico (Alopex lagopus), podem ser encontradas em mais de um continente.
Algumas poucas espécies possuem distribuição extremamente restrita, como é o caso da raposa-de-Darwin (Lycalopex fulvipes), endêmica do Chile e com a população restrita principalmente à Ilha Grande de Chiloé, e do lobo-etíope (Canis simensis), restrito a algumas regiões elevadas do continente africano. No outro extremo, existem espécies como a raposa vermelha (Vulpes vulpes), com o maior território de distribuição entre os membros dos Carnivora (70 milhões de km², se estendendo por todo o hemisfério norte). Outras distribuições foram sendo alteradas significativamente ao longo do tempo, como é o caso dos coiotes (Canis latrans), que teve o seu território expandido das regiões áridas do oeste dos Estados Unidos para todo o país, descendo pelo México até o norte do Panamá, e dos lobos cinzentos (Canis lupus), que originalmente apresentava uma distribuição muito similar à da raposa vermelha, mas hoje sua perda de território é um dos fatores ao qual se atribui a expansão dos chacais.
Distribuição por continente:
- América do Sul: 11 espécies
- América Central: 3 espécies
- América do Norte: 9 espécies
- Europa: 4 espécies
- Ásia: 12 espécies
- África: 13 espécies
- Oceania: 2 espécies

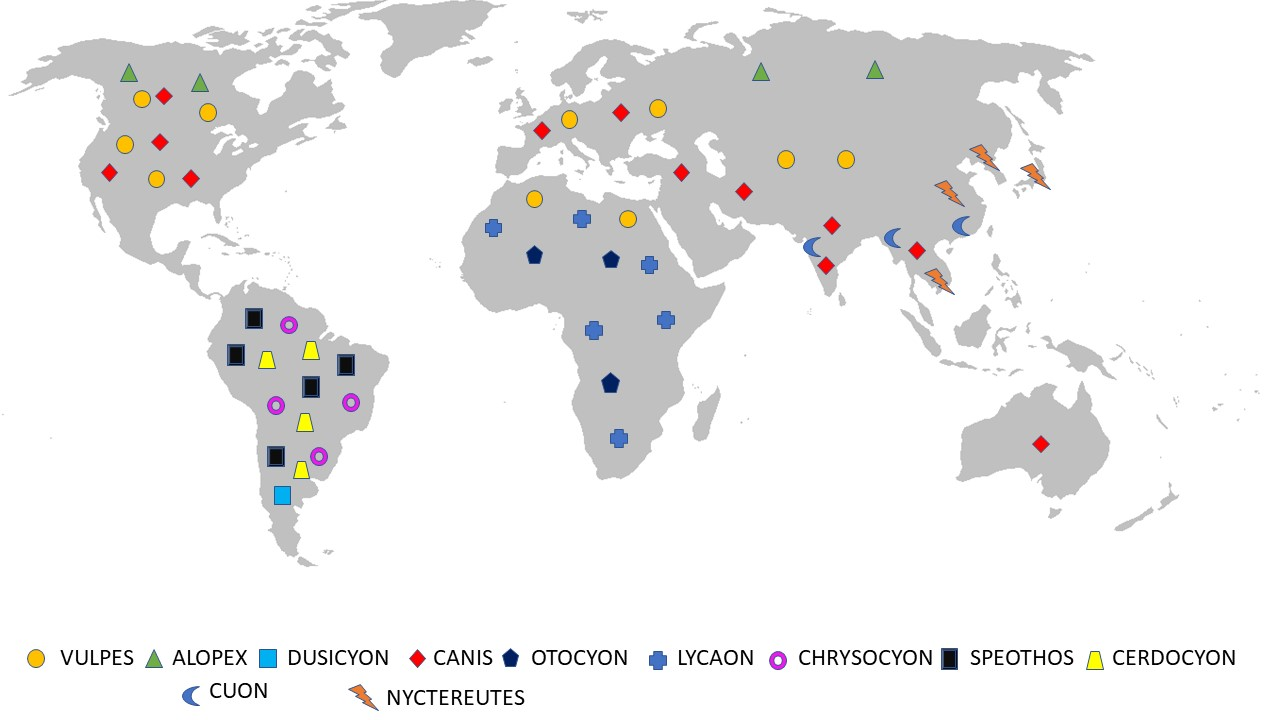
Distribuição aproximada de alguns gêneros de caninae

Atenção: Algumas espécies ocorrem em mais de um continente.

## Zoonoses
As zoonoses são doenças que podem ser passadas dos animais para o homem.  Tendo em vista a íntima relação entre os seres humanos e espécies animais, em especial os cães domésticos (Canis lupus  familiaris), buscou-se por avanços para o controle e a incidência de zoonoses. Entretanto, os números de casos de contágio permanecem altos em todos os países em desenvolvimento. Por estarem envolvidos involuntariamente na transmissão de mais de 60 infecções zoonóticas  e constituírem uma importante fonte de infecção por parasitas, bactérias, fungos e vírus, a convivência com os canídeos pode ser comprometida se a saúde desses animais não for objeto de maiores cuidados, comprometendo tanto a saúde de outros cães, como dos humanos a eles relacionados.
Algumas das principais zoonoses transmitidas de canídeos para o Homo sapiens serão discutidas a seguir. Vale ressaltar que, apesar dos casos mais frequentes serem relacionados ao cão doméstico, estas patologias são encontradas, também, em canídeos selvagens como chacais e lobos.

### Raiva
A raiva é provavelmente a zoonose mais conhecida na relação cães-homens, uma vez que no Brasil, em meados do século XX, a taxa de incidência de raiva humana no Brasil era relativamente alta, até que em 1973 foi criado o Programa Nacional de Profilaxia da Raiva Humana visando diminuir a infecção humana através do controle nos animais domésticos e a adoção de medidas profiláticas imediatas para aqueles que tiveram contato com animais raivosos. Os animais infectados apresentam alterações comportamentais, escondendo-se em lugares escuros ou demonstram grande agitação e agressividade, apresentam anorexia, irritação na região da mordedura, estimulação das vias geniturinária, ligeiro aumento da temperatura corporal, salivação abundante e, em fases agudas, convulsões generalizadas. A doença pode ser passada para o homem através de mordidas e causa angústia, cefaleia, elevação da temperatura corporal, mal-estar, anorexia, náuseas, irritabilidade, alterações sensoriais imprecisas, extrema sensibilidade à luz, alucinações e convulsões, terminando em morte, uma vez que não há cura. O controle da doença se dá pela vacinação, dos animais e dos homens.

### Leptospirose
Mais conhecida em ratos e roedores, porém podem afetar cães e estes excretam sorotipos na urina continuamente por meses ou, em alguns casos, até anos após a infecção. Os sintomas nos cães podem variar desde a forma assintomática até fases agudas graves ou hemorrágica, apresentando rigidez e mialgias nos membros posteriores, hemorragias na cavidade bucal com tendência a necrose e faringite. Nos humanos também pode ser assintomática ou causar sintomas como febre, vômitos, mal-estar geral, petéquias cutâneas, conjuntivite, icterícia, meningite, encefalite e causar até a morte. Como medidas preventivas há a vacinação e quarentena dos animais infectados.

### Dermatomicoses
Representa quaisquer tipos de infecções superficiais provocadas por fungos parasitas chamados de dermatófitos. A transmissão se dá pelo contato com o animal infectado ou por esporos contidos nos pelos soltos do animal. Tanto nos cães como nos homens causam lesões e feridas na pele, podendo atingir qualquer superfície do corpo. O tratamento se dá pelo uso de antimicóticos aplicados diretamente na pele ou griseofulvina por via oral.

### Salmonelose
Trata-se de uma infecção sintomática causada por bactérias do tipo Salmonella, sendo, provavelmente, a zoonose mais difundida no mundo. As formas de transmissão geralmente são pela ingestão de água ou alimentos contaminados com fezes de animais infectados com a bactéria. Os cães infectados podem apresentar postura encurvada com distensão abdominal, lerdeza, pelagem áspera, perda de peso, fezes brancas ou de coloração clara e diarreia, respiração acelerada e gastrenterite. Nos seres humanos causa gastrenterite grave com náuseas, vômitos, diarreia, dores abdominais e febre. Não há cura conhecida para essa zoonose, sendo seu controle limitado à quarentena dos animais recém infectados e sacrifício dos animais portadores a longo prazo.

### Listeriose
Causada por Listeria monocytogenes, bactéria comumente encontrada no solo, na água e alimentos como carne mal-cozida, leite não pasteurizado e frutas e vegetais irrigados com água contaminada. Muitos dos animais domésticos e selvagens podem carregar a bactéria sem parecerem doentes, afetando principalmente as fêmeas gestantes induzindo ao aborto. Outros sintomas que podem ser observados são focos de necrose no fígado e no baço, infiltrados por células mononucleares e encefalite, sendo confundida muitas vezes com a raiva. A bactéria pode ser eliminada pelas fezes dos animais infectados e também se encontra presente nos fetos abortados, contagiando o ser humano por contato, causando calafrios, febre, cefaleia, tonteira e aborto por listéria, na mulher, durante a segunda semana de gestação. Não há cura conhecida.